# Contea di Lunenburg (Canada)
La contea di Lunenburg è una contea della Nuova Scozia in Canada. Al 2006 contava una popolazione di 47.150 abitanti.